# Рајко Петровић
Рајко Петровић (Лозница, 29. јануар 1993) српски је политиколог, хиспаниста и публициста.

## Биографија
Пореклом је из Зворника и има држављанство Републике Србије и Босне и Херцеговине.
Дипломирао је и мастерирао политикологију на Факултету политичких наука са просечном оценом 10, као најбољи студент генерације. На истом факултету је 2021. године одбранио докторску дисертацију „Улога историјско-политичког модела регионализације Шпаније у сузбијању сецесионизма у Каталонији и Баскији“, стекавши академско звање доктор политичких наука. Тиме је, са 28 година живота, постао најмлађи доктор наука у историји Факултета политичких наука у Београду
Добитник је Повеље за најбољег студента политиколошког смера од стране Факултета политичких наука, као и Повеље за најбољег студента Факултета политичких наука од стране Универзитета у Београду. Вишеструки је добитник награде Града Лознице за најбоље студенте, био је стипендиста Фонда за младе таленте Републике Србије као и Фонда „Др Милан Јелић“ Министарства науке и технологије Републике Српске. Носилац је одликовања Крста вожда Ђорђа Стратимировића.
Од 2015. до 2017. године радио је као демонстратор-сарадник на матичном факултету а од 2017. ради на Институту за европске студије у Београду, где тренутно има звање истраживача-сарадника.
Објављује чланке и анализе за портал Нови Стандард.
Учествовао је на неколико стручних конференција и семинара.
Теме којима се бави у својим истраживањима су: политичке и друштвене прилике на простору Иберијског полуострва и Латинске Америке, политичке и друштвене приликама на Западном Балкану, регионални развој и регионална политика.
Говори енглески, шпански и руски језик, а чита каталонски језик и португалски језик.

## Дела

### Књиге
- Реформа градског превоза у Београду: по узору на реформу у Талину, Београд: New Look Entertainment, 2018
- Летопис Института за европске студије (2018-2019), коаутор са Јовица Павловић, Рајко Петровић, Душан Илић, Соња Драговић-Секулић, Страхиња Обреновић и Слађана Здравковић Београд: Институт за европске студије, 2019.
- Политичке идеологије у Латинској Америци, Београд : Поредак : Институт за европске студије : IES, Друштво хиспаниста, 2020.
- 21. век припада Србима: 21 питање за 21. век, Београд: Поредак и Институт за политичко умрежавање, 2020.
- Регионални развој Србије – између шансе и нужности, Београд: Институт за политичко умрежавање и Институт за европске студије, 2021.
- Шпанија: сузбијање сецесионизма,Catena Mundi, 2022.[3]

### Одабрани научни радови
- ,,Анализа рада регулаторних тела у области регионалног развоја у Републици Србији: случај Националне агенције за регионални развој“, Администрација и јавне политике, Година IV, vol. 8, Број 1/2018, Институт за политичке студије, Београд, 2018, стр. 43-62.
- ,,Ekonomski aspekti katalonskog separatizma”, Oditor, časopis za menadžment, finansije i pravo, Volumen IV, Broj 2, Centar za ekonomska i finansijska istraživanja, Beograd, 2018, str. 6-17.
- ,,Историјско-политички модел регионализације у Шпанији: изазови и перспективе“, Култура полиса, Год. XV, Број 37, Култура – Полис Нови Сад и Институт за европске студије Београд, 2018, стр. 55-67.
- ,,Еволуција баскијског сепаратизма од 1959. до 2018. године“, Годишњак Факултета безбедности, Факултет безбедности Универзитета у Београду, Београд, 2018, стр. 189-206.
- ,,Buđenje desnice u Evropskoj uniji – put ka Novoj Evropi ili ,,lažna uzbuna“?“, Politeia, 8  (15):, Univerzitet u Banjoj Luci – Fakultet političkih nauka i Institut za političke studije u Beogradu, Banja Luka, 2018, str. 103-120.
- ,,Nastanak i razvoj pravnog okvira regionalne politike Evropske unije u XX veku“, Revija za evropsko pravo, Godina XX, Broj 2-3, Udruženje za evropsko pravo, Kragujevac, 2018, str. 129-140.
- ,,Средњовековно српско културно наслеђе у Босни и Херцеговини“, Годишњак Факултета за културу и медије, Бр. 10. Год. Х (2018), Факултет за културу и медије, Београд, 2018, стр. 269-288.
- ,,Političke posledice ekonomske krize u Španiji“, Oditor, časopis za menadžment, finansije i pravo, Volumen V, Broj 1, Centar za ekonomska i finansijska istraživanja, Beograd, 2019, str. 7-18.
- ,,Spoljnopolitički i ekonomski odnosi Republike Srbije i Kraljevine Španije u XXI veku“, Međunarodna politika, Godina LXX, br. 1173, Institut za međunarodnu politiku i privredu, Beograd, str. 35-51.
- ,,Локални економски развој у постсоцијалистичким европским земљама – компаративна анализа“, Администрација и јавне политике, Година V, Vol. 11, Бр. 1/2019, Институт за политичке студије, Београд, стр. 59-82.
- “Ussages of modern technologies by islamic fundamentalists”, Nauka i društvo, Broj 8, 2018, Udruženje “Nauka i društvo Srbije”, Beograd, str. 40-54.
- „Разумевање догматских разлика између римокатолицизма и православља у функцији међуверске толеранције“, Religija i tolerancija, Vol. XVII, № 32, jul – decembar, 2019, str. 205-220.
- „Избори за европски парламент 2019. у Шпанији и Португалу“, Култура полиса, Год. XVI (2019), посебно издање, Култура – Полис Нови Сад и Институт за европске студије Београд, стр. 117-133.
- „Спољнополитички односи између Србије и Румуније у контексту глобалних политичких промена“ у Слободан Јанковић и Марина Костић (ур.): Балкан у доба глобалног преуређивања, Институт за међународну политику и привреду, Београд, стр. 123-142.
- „Еволуција каталонског сецесионизма у постфранкистичкој Шпанији“, Култура полиса, Бр. 41, Година XVII, Култура – Полис Нови Сад и Институт за европске студије Београд, стр. 105-124.
- ,,Špansko ekonomsko čudo od 1959. do 1973. godine”, Oditor – časopis za Menadžment, finansije i pravo, Vol. 6, Br. 1, 2020, str. 66-78.
- “Politika ravnomernog regionalnog razvoja Republike Srbije od 2000. do 2018. godine”,  Megatrend revija, 17  (1): (2020), str. 45-62.
- „In memoriam Trivo Inđić (1938-2020), eternamente enamorado de la libertad y del mundo hispano”, Beoiberistika – Časopis za iberijske, latinoameričke i komparativne studije, God. 4, Br. 1 (2020), str. 129-131, коаутор
- „Сарадња полиција Републике Србије и Краљевине Шпаније у борби против међународног организованог криминала и тероризма“, Безбедносни форум, Година V, Број 1, 2020, стр.129-141.
- „Političke promene u Latinskoj Americi u 2019. godini”, Međunarodna politika, God. LXXI, br. 1178, april-jun 2020, str. 18-33.
- Sanja Ivić and Rajko Petrović. “The Rethoric of Othering in a Time of Pandemic: Labeling Covid-19 as a "Foreign Virus" in Public Discourse”, Kultura polisa, Br. 43, Godina XVII, str. 421-433, коаутор